# Leptostylopsis hispaniolae
Leptostylopsis hispaniolae är en skalbaggsart som först beskrevs av Fisher 1942.  Leptostylopsis hispaniolae ingår i släktet Leptostylopsis och familjen långhorningar.
Artens utbredningsområde är Haiti. Inga underarter finns listade i Catalogue of Life.